# 김형룡
김형룡(金亨龍, ? ~ )은 조선민주주의인민공화국의 군인 겸 정치인이다. 조선인민군 상장으로 당 중앙위원회 위원이다.

## 경력
통신군관학교와 김일성군사대학을 졸업했다. 1992년 4월 인민군 소장으로써 인민무력부 총참모부 통신국장에 임명되었다. 1995년 10월 인민군 중장, 2003년 7월 인민군 상장으로 각각 진급했다. 2010년 9월, 조선로동당 중앙위원회 위원에 선임되었다.

## 최고인민회의 대의원
1998년 최고인민회의 제10기 대의원, 2003년 제11기 대의원을 지냈다.

## 기타
1995년 오진우, 2010년 조명록, 2011년 김정일 사망 당시에 국가 장의위원회 위원을 맡았다.